# 4Fun Kids
4Fun Kids (Eigenschreibweise: 4FUN KIDS) ist ein polnischer Fernsehsender, der am 12. September 2014 mit der Ausstrahlung begann. Er ist nach 4Fun TV und 4Fun Dance der dritte Sender von 4Fun Media.

## Geschichte
Der Sender begann am 14. Dezember 2009 als Rebel:tv und strahlte Musik aus den 1970er, 1980er und 1990er Jahren und dem ersten Jahrzehnt des 21. Jahrhunderts aus. Am 17. Juli 2011 wurde er in rbl.tv umbenannt. Ab dem 12. September 2014 sendete er unter Mjuzik.TV. Diese Marke blieb nicht lange auf dem Markt: Am 25. Juni 2015 wurde der Sender in 4Fun Hits umbenannt. Am 4. Oktober 2016 begann er Oldies auszustrahlen und wurde in 4Fun Gold Hits umbenannt, später in Gold Hits. Am 6. November 2017 wurde er in 4Fun Gold umbenannt. Am 1. September 2020 änderte der Sender seinen Namen in 4Fun Kids und sendet seitdem Kinderlieder und zeitgenössische Stücke.
Rbl.tv ist immer noch empfangbar, doch nur durch Internetstream.
In den Jahren 2016 bis 2018 war das Programm auch über DVB-T frei empfangbar.

## Logos

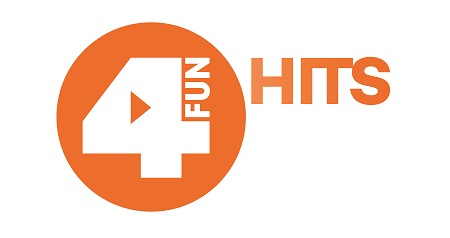
Ehemaliges Logo von 4Fun Hits
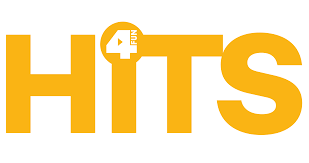
Ehemaliges Logo von 4Fun Hits
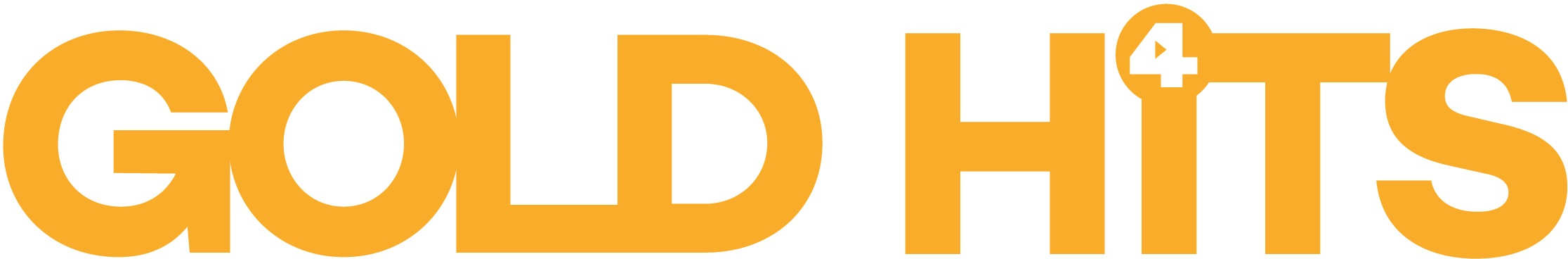
Ehemaliges Logo von 4Fun Gold Hits
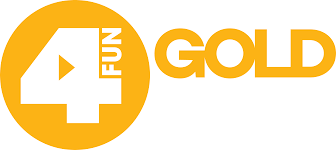
Ehemaliges Logo von 4Fun Gold
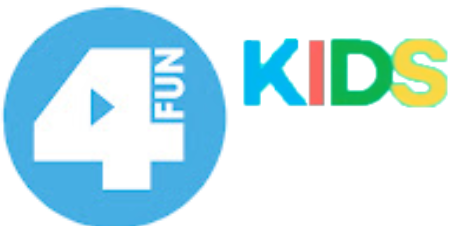
Logo von 4Fun Kids